# Hohenbrück

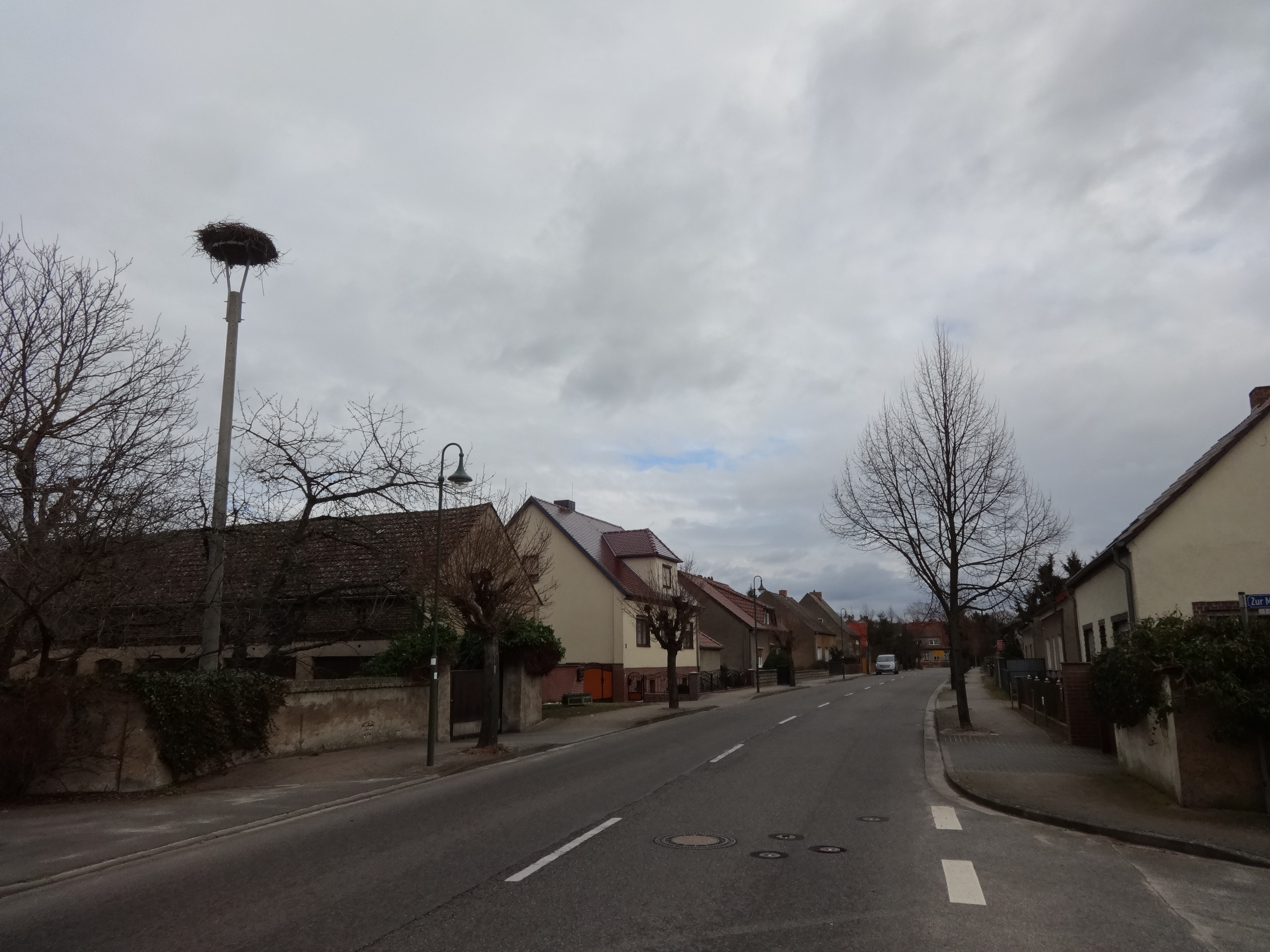
Ortsbild in Hohenbrück

Hohenbrück (niedersorbisch Wusoki Móst) ist ein zur Gemeinde Märkische Heide in Brandenburg, Landkreis Dahme-Spreewald, gehörendes Dorf.
Das Dorf liegt an der Straße von Leibsch nach Alt-Schadow im Gebiet des Biosphärenreservat Spreewald. Westlich des Orts fließt die Spree, die nur wenig weiter nördlich in den Neuendorfer See mündet.
Die Gründung Hohenbrücks geht auf das Jahr 1751 zurück. Die preußische Regierung unter Friedrich II. siedelte zu diesem Zeitpunkt 15 sächsische Kolonisten an, um den nur dünn besiedelten Unterspreewald besser nutzbar zu machen. 1933 zählte Hohenbrück 325 Einwohner. Gemeinsam mit dem östlich gelegenen Neu Schadow bildete Hohenbrück die Gemeinde Hohenbrück-Neu Schadow, die dann in der Gemeinde Märkische Heide aufging.
Ebenfalls in der Mitte des 18. Jahrhunderts entstand die im 21. Jahrhundert zu Wohnzwecken dienende Bockwindmühle Hohenbrücker Mühle.